# Моника Михајловић
Моника Михајловић (Загреб, 6. маj 1991) хрватска је глумица.

## Филмографија
| Год.       | Назив              | Улога          |
| ---------- | ------------------ | -------------- |
| 2013—2014. | Тајне              | Барбара Франић |
| 2015—2016. | Куд пукло да пукло | Тина Жеравица  |
| 2024-      | Сјене прошлости    |                |